# Камара, Тити
Абубака́р Сидики́ Камара́ (фр. Aboubakar Sidiki Camara; 17 ноября 1972 Конакри), более известный как Тити Камара (фр. Titi Camara) — в прошлом гвинейский футболист, нападающий. Был главным тренером сборной Гвинеи.

## Карьера

### Карьера игрока
Тити Камара выступал на позиции нападающего и за свою карьеру выступал за такие известные клубы, как «Сент-Этьен», «Ланс», «Марсель» «Ливерпуль» и «Вест Хэм Юнайтед». Он также регулярно выступал за сборную Гвинеи, в составе которой принял участие в Кубке африканских наций 2004 года. В декабре 2005 года его имя связывали с вакантной на тот момент должностью главного тренера национальной команды Гвинеи.
Тити Камара всего один сезон отыграл за «Ливерпуль», но запомнился болельщикам своим голом забитым в ворота «Вест Хэма» спустя всего несколько часов после того, как умер его отец. Он вышел на поле, так как был единственным форвардом команды, который на тот момент не был травмирован. После того, как мяч влетел в ворота, Тити упал на колени и зарыдал.
В 2006 году Камара занял почётное 91-е место в голосовании 100 Players Who Shook The Kop («100 игроков, которые потрясли Коп»), состав лауреатов был определён 110 тысячами болельщиков «Ливерпуля», каждому из которых надо было выбрать 10 лучших игроков клуба всех времён. Из африканских футболистов «красных» более высокое место занял лишь Брюс Гроббелар.

### Карьера тренера
10 июня 2009 года Тити Камара был официально назначен главным тренером сборной Гвинеи.
15 сентября 2009 года Тити Камара был уволен с поста главного тренера сборной Гвинеи и заменён на Мамади Суаре.